# Sant Joan (Vidreres)
Sant Joan és una muntanya de 391 metres que es troba al municipi de Vidreres, a la comarca de la Selva.